# Caecum johnsoni
Caecum johnsoni is een slakkensoort uit de familie van de Caecidae. De wetenschappelijke naam van de soort is voor het eerst geldig gepubliceerd in 1908 door Winkley.